# August von Schmeling
Bogislav Friedrich August von Schmeling (né le 19 juillet 1843 à Stargard et mort le 30 janvier 1910 à Weimar) est un général de division prussien.

## Biographie

### Origine
August est issu de la famille noble de Poméranie von Schmeling. Il est le plus jeune fils du lieutenant-général prussien Wilhelm von Schmeling (1811-1879) et de son épouse Luise, née von Ploetz (1824-1903)

### Carrière militaire
Le 15 juillet 1860, Schmeling rejoint en tant que sous-lieutenant le 4e régiment à pied de la Garde de l'armée prussienne à Spandau, après avoir quitté le corps des cadets. Du 1er octobre 1862 au 1er mars 1866, il est adjudant du 2e bataillon et l'accompagne dans la guerre des Duchés. Il participe aux batailles de Fredericia et de Düppel. Après avoir été adjudant dans le bataillon de remplacement du 28 mai jusqu'à la guerre austro-prussienne le 17 juillet 1866, il rejoint le 4e bataillon, où il reste adjudant jusqu'au 15 septembre 1866, dans la campagne du Main.

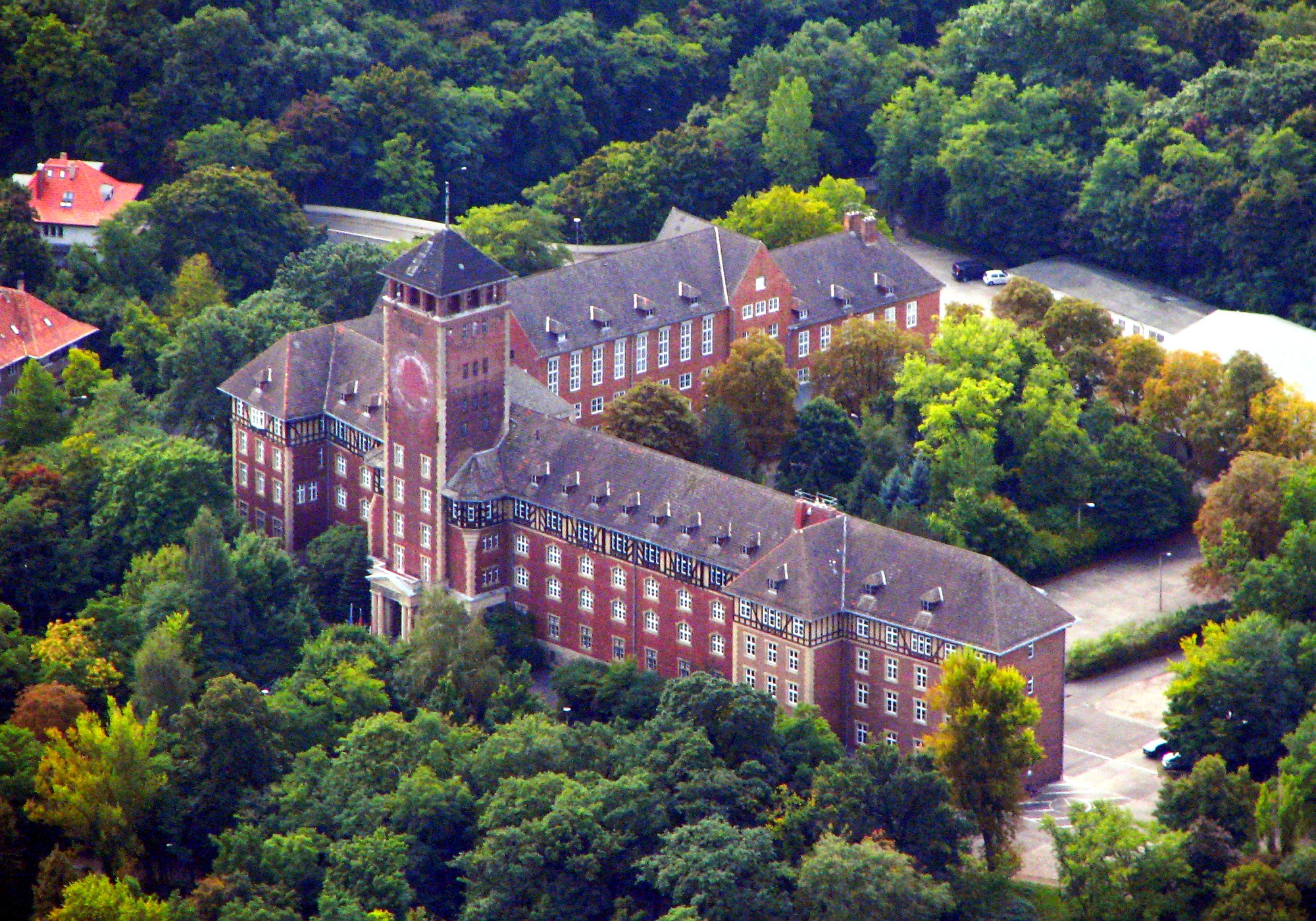
L'ancienne école de guerre de Potsdam

Il est promu premier lieutenant le 22 mars 1868. À partir du 1er octobre 1868, Schmeling est diplômé de l'Académie de guerre. Il doit cependant interrompre sa formation de trois ans en raison du déclenchement de la guerre contre la France le 15 juillet 1870. Durant cette guerre, Schmeling participe au bombardement de la citadelle de Montmédy et au siège de Paris. Lors de la bataille de Saint-Privat, il est blessé d'une balle dans le bras gauche. Il est ensuite utilisé lors des batailles de Sedan et de Beaumont. Ses réalisations sont reconnues par l'attribution de la croix de fer de 2e classe.
Après l'accord de paix, Schmeling poursuit avec succès sa formation à l'Académie de guerre du 1er octobre 1871 au 29 juillet 1872. En même temps qu'il est promu capitaine, il est nommé commandant de compagnie le 9 janvier 1873. Du 16 avril 1874 au 23 novembre 1875, Schmeling travaille comme enseignant à l'école de guerre de Potsdam dans un poste à la suite dans le régiment. Entre-temps, il a été affecté du 2 janvier au 15 février 1875 au 1er régiment d'uhlans de la Garde. Après avoir été transféré à l'état-major le 23 novembre 1875, Schmeling est muté le 12 juin 1877 au 76e régiment d'infanterie et nommé chef de la 6e compagnie, avec un brevet du 9 décembre 1870, à Hambourg. Le 3 février 1881, il devient capitaine surnuméraire et, avec sa promotion du 16 septembre, major surnuméraire. Promu lieutenant-colonel, il est simultanément muté le 10 août 1888 comme officier d'état-major titulaire dans le 71e régiment d'infanterie.
Sous position à la suite, Schmeling est chargé le 23 octobre 1890 de commander le 94e régiment d'infanterie stationnée à Weimar, Eisenach et Iéna et est nommé commandant avec sa promotion au grade de colonel le 18 novembre. Il est promu général de division et nommé commandant de la 24e brigade d'infanterie à Neisse le 14 mai 1894. Avoir le commandement d'une garnison frontalière est considéré comme une distinction particulière pour les commandants, car en cas d'urgence, il est l'un des premiers à atteindre l'ennemi. Le 5 février 1896, Schmeling est mis à disposition avec sa pension légale, en approbation de sa demande de départ.

### Famille
Schmeling se marie avec Luise von Haza-Radlitz (1848-1917) à Charlottenburg le 12 mai 1866. Le mariage donne naissance à quatre enfants, dont deux fils décèdent prématurément :
- Wilhelm August (né le 4 juillet 1869 à Berlin et mort le 7 juin 1934 dans la même ville), administrateur marié en 1897 avec Elisabeth Bernada Fanny Eva comtesse Clairon d'Haussonville (née le 4 juin 1878 et morte le 7 janvier 1960), fille de Max Clairon d'Haussonville
- Georg Friedrich (né le 19 janvier 1872 à Charlottenbourg et mort le 29 août 1930 à Ludwigshof, arrondissement de Ziegenrück), lieutenant-colonel[7], marié :

1898 avec Hedwig Alwine Emma Johanna von Barby (née le 13 novembre 1870 et morte le 14 avril 1899)
1909 avec Christa von dem Knesebeck (de) (née le 30 août 1884)

## Récompenses
- Ordre de l'Aigle rouge de 2e classe avec feuilles de chêne[8]
- Ordre de la Couronne de 2e classe[8]
- Chevalier légal de l'Ordre de Saint-Jean[8]
- Croix d'honneur de Schwarzbourg de 2e classe[8]
- Commandeur de 2e classe de l'Ordre de Frédéric[8]
- Grand officier de l'ordre d'Orange-Nassau[8]
- Ordre russe de Sainte-Anne de 2e classe[8]
- Commandeur de l'Ordre du Faucon Blanc[8],[9]